# 7430 Kogure
7430 Kogure è un asteroide della fascia principale. Scoperto nel 1993, presenta un'orbita caratterizzata da un semiasse maggiore pari a 2,5843266 au e da un'eccentricità di 0,2498525, inclinata di 4,21830° rispetto all'eclittica.
L'asteroide è dedicato all'astronomo giapponese Tomokazu Kogure.